# The Addams Family (televisieserie uit 1973)
The Addams Family is een Amerikaanse animatieserie gebaseerd op de gelijknamige fictieve familie bedacht door Charles Addams. 
De serie is een spin-off van een aflevering van de animatieserie The New Scooby-Doo Movies. De serie zelf bestaat uit 35 afleveringen, uitgezonden tussen 1973 en 1974 door NBC.

## Verhaal
De serie draait om de familie Addams, bestaande uit Gomez, Morticia, Pugsley, Wednesday, Oma, Fester, Lurch en Thing.
In deze serie wonen de Addams niet in een landhuis, maar in een camper die geheel is ingericht in victoriaanse stijl. Met deze camper reisden ze de hele Verenigde Staten door.
In deze serie werden de familiebanden uit de live-actionserie aangepast naar de huidige situatie, met Fester als de broer van Gomez en Oma als de moeder van Morticia.

## Productie
De geanimeerde Addams Family uit de serie maakte haar debuut met een gastoptreden in de derde aflevering van de serie The New Scooby-Doo Movies. In deze aflevering raakt de Scooby-Doo bende op het spoor van een mysterie waar de Addams Family bij betrokken is. De aflevering werd uitgezonden op 23 september 1972. Acteurs John Astin, Carolyn Jones, Jackie Coogan en Ted Cassidy, die ook meespeelden in de live-actionserie uit 1964, leenden hun stem aan de personages. De personages zelf werden getekend op de manier zoals in de strips van Charles Addams.
De aflevering bleek een groot succes en veel liefhebbers eisten dat er meer getekende afleveringen over de Addams Family zouden komen. Een jaar later kwam deze serie er. De serie liep van 1973 t/m 1974.

## Rolverdeling
Jacki Coogan en Ted Cassidy verzorgden in de animatieserie de stemmen van de personages die ze ook speelden in de live-actionserie. De stemmen van de andere personages werden door anderen gedaan.
- Lennie Weinrib – Gomez Addams
- Janet Waldo – Morticia Addams en Oma Addams
- Jodie Foster – Pugsley Addams
- Cindy Henderson – Wednesday Addams
- Jacki Coogan – Fester Addams
- Ted Cassidy – Lurch
- John Stephenson – Neef Itt

In de Scooby Doo-aflevering werden sommige stemmen nog wel gedaan door dezelfde acteurs als uit de live-actionserie:
- John Astin – Gomez Addams
- Carolyn Jones – Morticia Addams